# Elefterios Wenizelos
Elefterios Wenizelos (gr. Ελευθέριος Βενιζέλος; ur. 11 sierpnia?/23 sierpnia 1864 w Murnies, zm. 18 marca 1936 w Paryżu) – grecki polityk, prawnik, ośmiokrotny premier, od 5 do 11 stycznia 1924 przewodniczący Parlamentu Grecji.
Urodził się w Murnies koło miasta Chania na Krecie. Zaistniał na scenie politycznej podczas kreteńskiego powstania przeciwko Imperium Osmańskiemu w 1897, opowiadając się za enosis, czyli za utworzeniem unii z Grecją. W 1905 był przywódcą kolejnego powstania na Krecie, które wybuchło w jego rodzinnej wiosce Theriso. Powstanie doprowadziło do odwołania namiestnika tureckiego z wyspy. Po uzyskaniu przez Kretę autonomii Wenizelos współtworzył jej konstytucję.

## Premier Grecji

### Pierwsza kadencja (6 października 1910 – 25 lutego 1915)
28 sierpnia 1909, zaproszony w tym celu z Krety przez grupę młodych, patriotycznych oficerów, stanął na czele wojskowego puczu, po którym po raz pierwszy objął urząd premiera. Natychmiast rozpoczął postulowany przez młodych oficerów program reform ustrojowych, m.in. wzmacniających publiczną, powszechną, podstawową oświatę. Stymulował szybką budowę i modernizację przemysłu zbrojeniowego. Dzięki argumentowi silnej i właśnie dodatkowo modernizowanej jeszcze greckiej floty, w polityce zagranicznej, nie bez przeszkód udało mu się dołączyć do sojuszu z Serbią, Bułgarią i Czarnogórą, przygotowującego wielonarodową wojnę wyzwoleńczą, przeciw imperium tureckiemu. Czego sojusznicy nie docenili należycie, to dokonujący się jednocześnie ogromny wzrost zarówno możliwości technicznych, jak i wyszkolenia kadr oraz morale, także greckiej armii lądowej. W ich efekcie, to Grecja okazała się głównym beneficjentem nadchodzących dwóch wojen bałkańskich, w tym także w zainicjowanym przez Bułgarów, szczególnie gwałtownym i okrutnym starciu, o wymieszaną etnicznie Macedonię. Jednym z decydujących elementów zwycięstw Greków była dobra, pomimo różnicy poglądów strategicznych, współpraca pomiędzy nominalnie głównodowodzącym armią, wybitnym politykiem, Wenizelosem, a dowódcą polowym – skłonnym do zdecydowanie nadmiernego ryzyka, jednak także zdyscyplinowanym jako dowódca, zawodowym strategiem wojskowym, księciem Konstantynem. Po wybuchu I wojny światowej Wenizelos dążył do sojuszu z państwami Ententy, przez co popadł w konflikt z panującym w Grecji od 1913 roku Konstantynem. Z tego powodu 6 marca 1915 Wenizelos złożył dymisję. Nadmierna skłonność młodego króla do podejmowania ryzyka miała się okazać dla Grecji tragiczna już wkrótce, w tzw. katastrofie małoazjatyckiej 1922 roku.

### Druga kadencja (10 sierpnia 1915 – 7 października 1915)
W czerwcu rozpisano ponowne wybory, które doprowadziły do ogromnej przewagi jego partii. Po tym sukcesie Wenizelos zdecydował się w sierpniu po raz drugi objąć urząd premiera Grecji. Jednak drastyczna rozbieżność stanowisk z królem, zwłaszcza jeśli chodziło o sojusze wojskowe, zmusiła go 7 października 1915 do rezygnacji ze stanowiska szefa rządu.

### Trzecia kadencja (9 października 1916 – 14 czerwca 1917)
W tym okresie Wenizelos swój urząd sprawował tylko w północnej części kraju.
W sierpniu 1916 roku w Salonikach wykorzystując obecność wojsk ententy zwolennicy Wenizelosa dokonali przewrotu wojskowego, w wyniku którego odłączono północną część Grecji od południowej rządzonej przez zwolenników króla (schizma narodowa). We wrześniu, tuż po przybyciu do Salonik, wezwał naród do obalenia króla oraz zbrojnego wystąpienia przeciwko Państwom centralnym. 9 października 1916 r. utworzył nowy rząd i stanął na jego czele a 23 listopada 1916 r. wypowiedział wojnę Niemcom i Bułgarii.

### Czwarta kadencja (14 czerwca 1917 – 4 listopada 1920)
Ententa nie uznała pierwotnie nowego rządu obawiając się wybuchu wojny domowej – zrobiła to dopiero w grudniu. Grecja podzieliła się na dwa obozy – wenizelistów i rojalistów. Rojaliści, którzy wciąż rządzili w Grecji południowej ugięli się dopiero w czerwcu 1917 roku po blokadzie morskiej kraju oraz po oskarżeniach króla o złamanie przysięgi. Wenizelos triumfalnie powrócił do Aten jako premier całego już kraju. Po I wojnie światowej Wenizelos niezadowolony z rozstrzygnięć terytorialnych zachęcał Greków do osiedlania się w Smyrnie, co miało dać przewagę liczebną w ewentualnym plebiscycie w Azji Mniejszej. Podczas wyborów w Grecji, które odbyły się podczas trwającej wojny grecko-tureckiej nieoczekiwanie wygrali rojaliści, obiecujący narodowi zakończenie wojny i posługujący się hasłem o Grecji małej, ale honorowej. Wenizelos jako zwolennik Grecji dwóch kontynentów i pięciu mórz ustąpił z fotela premiera 4 listopada 1920 roku.
Elefterios Wenizelos po dziesięciu latach urzędowania opuścił Grecję i przeprowadził się do Paryża, a do Grecji powrócił Konstantyn.

### Piąta kadencja (11 stycznia 1924 – 6 lutego 1924)
W kolejnych wyborach, które zostały zbojkotowane przez rojalistów wygrali zwolennicy Wenizelosa co pozwoliło mu ponownie zostać zwierzchnikiem rządu.

### Szósta kadencja (4 czerwca 1928 – 26 maja 1932)
Kiedy w 1928 roku Wenizelos ponownie został premierem zmienił ordynację wyborczą i zarządził nowe wybory, w których dzięki nowemu systemowi Partia Liberalna uzyskując 47% głosów otrzymała 71% miejsc w parlamencie. W czasie tej kadencji Wenizelos pojednał się z Turcją – odwiecznym wrogiem Grecji oraz walnie przyczynił się do zawarcia paktu bałkańskiego między Grecją, Jugosławią, Rumunią i Turcją. Zrealizowano poważne inwestycje w infrastrukturę zaopatrzenia w wodę. M.in. rozpoczęto sztuczne nawadnianie pól w greckiej Macedonii, kładąc podstawy pod wzrost poziomu życia dopiero co powiększonej o pół miliona liczby jej mieszkańców. Przeżywające gwałtowny rozwój Ateny, zaczęły korzystać z nowo wybudowanego maratońskiego zbiornika wodnego, co radykalnie poprawiło sytuację sanitarną miasta. Nastąpił zasadniczy w skali półwiecza rozwój szkolnictwa, dzięki modernizacji szkół podstawowych, przestrzeganiu ich obowiązkowego charakteru i dzięki ponad trzykrotnemu zwiększeniu liczby uczniów szkół średnich, do których wprowadzono – obok sztucznego języka katharewusa – także nieoficjalny, ale powszechnie używany, ludowy język nowogrecki dimotikę. Duży nacisk położono na integrację uciekinierów z Azji Mniejszej. Ten rząd przetrwał całą czteroletnią kadencję – co już było sukcesem na skalę kraju.

### Siódma kadencja (5 czerwca 1932 – 4 listopada 1932)
Kolejna kadencja nie była już tak stabilna jak poprzednia a Wenizelos z minimalną przewagą w parlamencie nie zdołał długo utrzymać gabinetu. Rozpisano nowe wybory a Partia Liberalna systematycznie traciła poparcie wyborców. Rozpisano nowe wybory.

### Ósma kadencja (16 stycznia 1933 – 6 marca 1933)
W styczniu 1933 roku Wenizelos sformował swój ostatni gabinet, który przetrwał niespełna trzy miesiące, gdyż w kolejnych – marcowych wyborach zdecydowanie zwyciężyli monarchiści. Wynikiem tej wyborczej porażki był przewrót wojskowy, który miał przyczynić się do zachowania resztki władzy liberałów przynajmniej w armii. Bunt jednak szybko stłumiono, a Wenizelosowi przypisywano udział w organizowaniu owego przewrotu. Przeciwnicy polityczni ośmiokrotnego premiera obawiając się jego charyzmy i wciąż silnej osobowości przeprowadzili kolejny – nieudany – zamach na jego życie. Po tych wydarzeniach Wenizelos wycofał się z polityki.
W 1935 roku Wenizelos podjął jeszcze jedną próbę zamachu stanu, tym razem nieskuteczną. Wraz z 60 innymi uczestnikami puczu skazany został na karę śmierci. Po tych wydarzeniach wyemigrował do Francji, gdzie rok później zmarł. Grób Elefteriosa Wenizelosa i jego syna Sofoklisa znajduje się na górze Profitis Ilias, położonej 8 km na północny wschód od miasta Chania.

## Odznaczenia
W 1931 odznaczony Orderem Orła Białego.